# Bakuretsu Hunter
Bakuretsu Hunter (爆れつ ハンター?, Bakuretsu Hantā) è una light novel e uno shōnen manga del 1993, in tredici volumi, scritto da Satoru Akahori e illustrato da Rei Omishi.
Il manga è stato pubblicato in Italia, tra il luglio 1998 e il luglio 1999, con il titolo Bakuretsu Hunter - Cacciatori di stregoni sulla rivista Letteratura illustrata edita da Comic Art, ma la pubblicazione si è interrotta ai primi due capitoli del volume 6 (in Italia uscito come volume 11) a causa del fallimento della casa editrice.
Lo studio Xebec ne ha realizzato un anime in 26 episodi che sono stati trasmessi dalla televisione giapponese tra il 1995 e il 1996. Nel 2001, la serie televisiva completa è stata pubblicata su VHS (7 videocassette di 100 minuti l'una) e successivamente in DVD (per un totale di 6 dischi) per il mercato italiano da Yamato Video con il titolo Bakuretsu Hunter - I cacciastregoni.
Tre episodi successivi sono stati pubblicati da Xebec (e successivamente da Yamato Video) solo tramite DVD come OAV.

## Trama
Bakuretsu Hunter è ambientato nel fantastico continente di Spooner (o Spurna a seconda delle edizioni) la cui popolazione umana è suddivisa in due classi distinte: una maggioranza priva di poteri magici chiamata Personer è vessata e schiavizzata da una ridotta élite di stregoni detti Sorcerer.
Ma sotto il comando di Big Mama (Big Mum), una creatura magica di grande potere, agisce una squadra (anche se i personaggi, per i legami interpersonali, si considerano tutti come un'unica famiglia) di cinque cacciatori di stregoni che combattono per la libertà dei Personer.
Il manga (e allo stesso modo l'anime per quanto ritenuto generalmente meno riuscito) ha un impianto marcatamente umoristico che parodia sia gli stereotipi della narrativa fantasy sia alcuni aspetti della cultura pop giapponese. Un episodio, per esempio, è interamente dedicato alla satira di una nota trasmissione televisiva giapponese di cucina Ryōri no tetsujin, e gli stessi protagonisti hanno dei nomi buffi tutti ispirati ad alcuni tipi di dolce; altri episodi, invece, ironizzano sui videogiochi e gli stessi anime. Sono ricorrenti ed esplicite, inoltre, le tematiche sessuali sia nella trattazione dei personaggi che nello svolgimento delle storie.

## Personaggi

### Protagonisti
Carrot Glace (キャロット·グラッセ?, Kyarotto Gurasse)
Doppiato da: Shinnosuke Furumoto (ed. giapponese), Simone Crisari (ed. italiana)
Ipersessuato, libidinoso e attratto da ogni donna che incontra ad eccezione delle uniche due che lo amano davvero (Tira e Chocolate Misu), Carrot Glace è il leader della squadra dei cacciatori di stregoni. È un «zooantropo», capace di assorbire la magia dei suoi nemici per trasformarsi in uno dei dodici geni (ispirati agli animali dello zodiaco cinese) che racchiude dentro di sé. Presumibilmente nato il 16 del mese di agosto.
Marron Glace (マロン·グラッセ?, Maron Gurasse)
Doppiato da: Mitsuaki Madono (ed. giapponese), Stefano Crescentini (ed. italiana)
Bello, efebico, dai modi gentili e pacati, Marron Glace è il fratello di Carrot ed è un esperto conoscitore della «magia dell'est» oltre che un discreto spadaccino. Marron è continuamente oggetto delle avances di Gateau Mocha che però non ricambia mostrando invece un'ambigua attrazione (soprattutto nel manga, più che nell'anime) per il suo stesso fratello Carrot.
Tira Misu (ティラ·ミス?, Tira Misu)
Doppiata da: Megumi Hayashibara (ed. giapponese), Antonella Baldini (ed. italiana)
Assieme a sua sorella Chocolate è stata adottata dai genitori di Carrot e Marron ed è cresciuta con loro. Di aspetto timido e dimesso, con indosso un pesante mantello rosso, si trasforma durante il combattimento rivelando un abbigliamento da dominatrice sadomaso. Particolarmente abile nell'uso della frusta, ne fa uso anche su Carrot per spingerlo a ritrasformarsi in essere umano dopo un combattimento. Anche lei come sua sorella è molto attratta da Carrot.
Chocolate Misu (ショコラ·ミス?, Shokora Misu)
Doppiata da: Yūko Mizutani (ed. giapponese), Tatiana Dessi (ed. italiana)
Spigliata e ninfomane, Chocolate è perdutamente attratta per Carrot e, come sua sorella, cerca costantemente di sedurlo. In battaglia sfoggia un completo da soldatessa delle SS naziste, con tanto di cappello con svastica, ma si dimostra, anche, molto più aggressiva e violenta.
Gateau Mocha (ガトー·モカ?, Gatō Moka)
Doppiato da: Kiyoyuki Yanada (ed. giapponese), Vittorio Guerrieri (ed. italiana)
Muscoloso, esperto di moltissime arti marziali, esibizionista e narcisista, Gateau Mocha può contare sulla sua forza e sulla parziale immunità agli incantesimi conferitagli dalla «bellezza dei suoi muscoli». È dichiaratamente bisessuale.
Big Mama (ビッグ·マム?, Biggu Mamu)
Doppiata da: Sumi Shimamoto (ed. giapponese), Claudia Razzi (ed. italiana)
Il suo vero nome è Sakure Stella e, assieme a Sacher Torte, ha fondato la squadra dei cacciastregoni ed è protetta dagli Haz Knights, le sue personali guardie del corpo guidate dal travestito Mille feuille.
Daughter (ドーター?, Dōtā)
Doppiata da: Sakiko Tamagawa (ed. giapponese), Perla Liberatori (ed. italiana)
Anche conosciuta come Dotta, è l'assistente ed ambasciatrice di Big Mama. È uno dei pochi sopravvissuti del popolo alato.

#### Haz Knights
Gli Haz Knights sono dei cacciatori di stregoni elitari, dotati di poteri straordinari ed armi magiche.
Mille Feuille (ミルフィー·ユ?, Mirufī Yu)
Doppiato da: Yasuyuki Hirata (ed. giapponese), Alessandro Quarta (ed. italiana)
Anche conosciuto come Milphey-uy, è un travestito bisessuale abile in qualunque tipo di magia e soprattutto nella necromanzia. Il suo potere deriva dal suo spirito guardiano, la fenice.
Cinnamon Tea (シナモン·コーチャ?, Shinamon Kōcha)
Bellissima ragazza bionda, dotata del potere della super velocità.
Chiffon Cake (シフォン·ケーキ?, Shifon Kēki)
Maestro di alchimia ed armato di numerosi esplosivi magici.
Kahlua Milk (カルーア·ミルク?, Karūa Miruku)
Potente mistico, specializzato nell'utilizzo del ghiaccio.
Onion Glace (オニオン·グラッセ?, Onion Gurasse)
Doppiato da: Shigeru Chiba (ed. giapponese), ? (ed. italiana)
Ex Haz Knight che ha abbandonato il gruppo per formare una famiglia propria, sposandosi con Apricot Anzu, anche lei cacciatrice, e concependo Carrot e Marron. La sua arma è una doppia ascia. Dopo la morte della moglie, ha assunto un atteggiamento molto lascivo nei confronti delle donne.
Apricot Glace (née Anzu) (アプリコット·グラッセ?, Apurikotto Gurasse)
Ex cacciatrice, abbandonò la professione per sposare Onion Glace e formare una famiglia. Era la Madre di Carrot e Marron.

### Nemici
I Maghi di cristallo, che trasformano gli esseri umani in gemme utilizzate per le proprie magie.
Sacher Torte (ザッハ·トルテ?, Zahha Torute)
Doppiato da: Banjō Ginga (ed. giapponese), Mario Bombardieri (solo ep. 3) e Saverio Indrio (ed. italiana)
Un medico stregone, utilizzatore dell'"Energia Plantina", un tempo alleato di Big Mama. Ha contribuito a fondare l'ordine dei Cacciatori di Stregoni, che però alla fine ha abbandonato a causa delle differenze di punti di vista tra lui e Big Mama. È il padre adottivo di Chocolate e Tira.

## Media

### Light novel
La serie di light novel ad opera di Satoru Akahori, è stata pubblicata dal 10 agosto 1993 al 20 aprile 1996 per un totale di sei volumi. Successivamente uscirono tre volumi speciali ispirati a Bakuretsu Hunter.

#### Volumi
| Nº | Titolo italiano (traduzione letterale) Giapponese 「Kanji」 - Rōmaji                           | Data di prima pubblicazione         | Data di prima pubblicazione |
| Nº | Titolo italiano (traduzione letterale) Giapponese 「Kanji」 - Rōmaji                           | Giapponese                          |                             |
| 1  | Sigillatura del sangue 「血封印（ブラッドシーリング）」 - Chi fūin (Buraddo Shīringu)          | 10 agosto 1993 ISBN 4-07300200-7    |                             |
| 2  | Falegname magico 「魔法大工（マジック・カーペンター）」 - Mahō Daiku (Majikku Kāpentā)         | 10 febbraio 1994 ISBN 4-07-300558-8 |                             |
| 3  | Re di Yasha I 「転輪王（キング・オブ・ヤシャ）＜前編＞」 - Tenrin'ō (Kingu obu Yasha) <zenpen> | 10 giugno 1994 ISBN 4-07-301546-X   |                             |
| 4  | Re di Yasha II 「転輪王（キング・オブ・ヤシャ）＜後編＞」 - Tenrin'ō (Kingu obu Yasha) <kōhen> | 10 marzo 1995 ISBN 4-07-302630-5    |                             |
| 5  | Bambola del diavolo 「魔人形（デビル・ドール）」 - Ma Ningyō (Debiru Dōru)                     | 10 ottobre 1995 ISBN 4-07-303670-X  |                             |
| 7  | Bakuretsu Hunter Special 1 「爆れつ ハンター Special 1」 - Bakuretsu Hantā Special 1           | 27 gennaio 1996 ISBN 4-07-304154-1  |                             |
| 6  | Madre nera 「黒衣の聖母（ブラック・マザー）」 - Kokui no Seibo (Burakku Mazā)                  | 30 marzo 1996 ISBN 4-07-304390-0    |                             |
| 8  | Bakuretsu Hunter Special 2 「爆れつ ハンター Special 2」 - Bakuretsu Hantā Special 2           | 10 luglio 1996 ISBN 4-07-304786-8   |                             |
| 9  | Bakuretsu Hunter Special 3 「爆れつ ハンター Special 3」 - Bakuretsu Hantā Special 3           | 10 agosto 1996 ISBN 4-07-305001-X   |                             |

### Manga
Il manga di Bakuretsu Hunter scritto da Satoru Akahori e disegnato da Rei Omishi è iniziato sulle pagine della rivista Dengeki Comic Gao! della MediaWorks nel 1993 ed è andato avanti sino al 1998, per poi essere raccolto in tredici volumi tankōbon. Il manga è stato licenziato in lingua inglese dalla MixxZine, in lingua francese dalla Taifu Comics, in lingua cinese dalla Sharp Point Press ed in lingua italiana dalla Comic Art, ma la pubblicazione si è interrotta ai primi due capitoli del volume 6 (in Italia uscito come volume 11) a causa del fallimento della casa editrice.

#### Volumi
| 1  | 1-2   | 10 agosto 1993                                                                          | ISBN 4-07-300179-5 | 1º luglio 1998 1º agosto 1998     |
| 1  | 1-2   | Capitoli - 1. Sorcerer Hunter - 2. Lodd, il fiore del diavolo - 3. Acqua nera (parte 1) |                    |                                   |
| 2  | 3-4   | 27 gennaio 1994                                                                         | ISBN 4-07-300707-6 | 1º settembre 1998 1º ottobre 1998 |
| 3  | 5-6   | 27 luglio 1994                                                                          | ISBN 4-07-301730-6 | 1º novembre 1998 1º dicembre 1998 |
| 4  | 7-8   | 23 febbraio 1995                                                                        | ISBN 4-07-302540-6 | 1º gennaio 1999 1º marzo 1999     |
| 5  | 9-10  | 26 agosto 1995                                                                          | ISBN 4-07-303315-8 | 1º aprile 1999 1º maggio 1999     |
| 6  | 11-12 | 16 dicembre 1995                                                                        | ISBN 4-07-304013-8 | 1º luglio 1999 —                  |
| 7  | 13-14 | 27 marzo 1996                                                                           | ISBN 4-07-304415-X | —                                 |
| 8  | 15-16 | 27 luglio 1996                                                                          | ISBN 4-07-304792-2 | —                                 |
| 9  | 17-18 | 27 novembre 1996                                                                        | ISBN 4-07-305372-8 | —                                 |
| 10 | 19-20 | 27 maggio 1997                                                                          | ISBN 4-07-305886-X | —                                 |
| 11 | 21-22 | 16 dicembre 1997                                                                        | ISBN 4-07-307684-1 | —                                 |
| 12 | 23-24 | 27 giugno 1998                                                                          | ISBN 4-07-309105-0 | —                                 |
| 13 | 25-26 | 27 settembre 1998                                                                       | ISBN 4-07-309909-4 | —                                 |

### Drama-CD
Sono state prodotte tre serie di drama-CD legate a Bakuretsu Hunter, e tutte pubblicate dalla Star Child. la prima intitolata Whip si è articolata in cinque volumi pubblicati fra il giugno 1994 ed il marzo 1995. In ogni volume della serie sono presenti anche alcuni brani musicali, fra cui Until Strawberry Sherbet interpretata da Megumi Hayashibara. La seconda serie di CD drama intitolata Second Season è iniziata ad agosto 1995 ed è terminata nel novembre dello stesso anno, andando avanti per cinque volumi. La terza serie intitolata SP Gakuen Hen è iniziata ad agosto 1996 ed è terminata a novembre dello stesso anno. La serie è stata suddivisa in tre volumi.

### Anime
La serie televisiva di Bakuretsu Hunter, adattata dal manga di Satoru Akahori e Rei Omishi è stata prodotta dallo studio Xebec ed è andata in onda su TV Tokyo dal 3 ottobre 1995 al 3 marzo 1996 per ventisei episodi con la regia di Kōichi Mashimo. Diversi mesi dopo la fine delle trasmissioni televisive, sono stati pubblicati tre episodi OAV della durata di mezzora l'uno a partire dal 21 dicembre 1996. Le sigle d'apertura e chiusura della serie televisiva sono rispettivamente What's Up Guys? cantata da Shinnosuke Furumoto e Megumi Hayashibara e MASK interpretata da Masami Okui e Kasumi Matsumura mentre nella serie OAV sono state impiegate Shoot! Love Hunter di Mari Sasaki in apertura e Whip on Darling di Yūko Mizutani e Megumi Hayashibara in chiusura.
Nel 1999 è stato prodotto Sheevas 1-2-3 Il Dio Perduto di Ikaros, serie OAV di due episodi, spin-off di Bakuretsu Hunter.
La serie è stata licenziata in lingua inglese dalla ADV Films, in lingua italiana dalla Yamato Video ed in lingua francese dalla Kazé.
Nel 2007 la serie è stata trasmessa sul canale pay-per-view La 7 Cartapiù e nel 2012 su Man-ga.

#### Episodi
| Nº                    | Titolo italiano Giapponese 「Kanji」 - Rōmaji                                                                                  | In onda          | In onda     |
| Nº                    | Titolo italiano Giapponese 「Kanji」 - Rōmaji                                                                                  | Giapponese       | Italiano    |
| Serie TV (26 episodi) | |                  |             |
| 1                     | Il ponte delle Avances d'Amore 「愛のなんぱ橋」 - Ai no nanpa bashi                                                            | 3 ottobre 1995   | luglio 2007 |
| 2                     | Fiore rosso, continua a risucchiare la vita 「命召しませ紅花[あかきはな]」 - Inochi meshimase benibana [akaki hana]            | 10 ottobre 1995  | 2007        |
| 3                     | L'equazione della luce e dell'ombra 「影と光の不文律」 - Kage to hikari no fumonritsu                                          | 17 ottobre 1995  | 2007        |
| 4                     | I fuochi d'artificio dell'amore 「愛の花火大会だ」 - Ai no hanabi taikaida                                                     | 24 ottobre 1995  | 2007        |
| 5                     | Una sognatrice in riva al lago 「湖畔の夢少女」 - Kohan no yume otome                                                          | 31 ottobre 1995  | 2007        |
| 6                     | Il cristallo di un amore proibito 「異端の愛は水晶[クリスタル]」 - Itan no ai wa suishō [Kurisutaru]                           | 7 novembre 1995  | 2007        |
| 7                     | Permettiamo all'amore di scorrere 「愛、流れるまま」 - Ai, nagareru mama                                                       | 14 novembre 1995 | 2007        |
| 8                     | La fiamma proibita 「禁じられた炎」 - Kinji rareta honō                                                                        | 21 novembre 1995 | 2007        |
| 9                     | Il teatro lirico dell'oblio 「迷宮への歌劇場[オペラハウス]」 - Meikyū e no uta gekijō [Opera Hausu]                            | 28 novembre 1995 | 2007        |
| 10                    | Anche se innamorato, resta un vagabondo 「恋すれど風来坊」 - Koisuredo fūraibō                                                 | 5 dicembre 1995  | 2007        |
| 11                    | Il frutto proibito 「許されざる果実」 - Yurusa rezaru kajitsu                                                                  | 12 dicembre 1995 | 2007        |
| 12                    | L'eroe dei fossili 「化石の勇者」 - Kaseki no yūsha                                                                            | 19 dicembre 1995 | 2007        |
| 13                    | Tra il sogno e la realtà 「夢と現[うつつ]の間[はざま]で」 - Yume to gen [utsutsu] no ma [hazama] de                            | 26 dicembre 1995 | 2007        |
| 14                    | La divinità è folle 「神様は大たわけ」 - Kamisama wa dai tawake                                                                | 2 gennaio 1996   | 2007        |
| 15                    | Un nuovo incontro 「初めての再会」 - Hajimete no saikai                                                                        | 9 gennaio 1996   | 2007        |
| 16                    | Il grande ospedale dell'amore 「愛の大病院だ」 - Ai no dai byōin da                                                            | 16 gennaio 1996  | 2007        |
| 17                    | Mom, ancora una volta 「マム、再び…」 - Mamu, futatabi…                                                                        | 23 gennaio 1996  | 2007        |
| 18                    | Le divinità celate 「秘められし神々」 - Hime rareshi kamigami                                                                  | 30 gennaio 1996  | 2007        |
| 19                    | Il darling illusorio 「まほろばの恋人[ダーリン]」 - Mahoroba no koibito [Dārin]                                                | 6 febbraio 1996  | 2007        |
| 20                    | Il ragazzo ha visto 「少年は見た」 - Shōnen wa mita                                                                            | 13 febbraio 1996 | 2007        |
| 21                    | Una notte in bianco 「眠れない夜」 - Nemurenai yoru                                                                            | 20 febbraio 1996 | 2007        |
| 22                    | Lo spirito dei cacciastregoni 「法族狩り精神[ソーサラーハンター・スピリッツ]」 - Hōzoku kari seishin [sōsarā Hantā Supirittsu] | 27 febbraio 1996 | 2007        |
| 23                    | La sconfitta della gentilezza 「優しさの敗北」 - Yasashisa no haiboku                                                          | 5 marzo 1996     | 2007        |
| 24                    | Preludio di distruzione 「破滅への序曲」 - Hametsu e no jokyoku                                                                | 12 marzo 1996    | 2007        |
| 25                    | Il ritorno del dio della distruzione 「破壊神復活」 - Hakai shin fukkatsu                                                      | 19 marzo 1996    | 2007        |
| 26                    | Ricordi persi nel futuro 「未来からの忘れ物」 - Mirai kara no wasuremono                                                       | 26 marzo 1996    | 2007        |
| Serie OAV (3 episodi) | |                  |             |
| 1                     | Incursioni notturne a gogo! Nessuno può resistere! 「夜這い夜這いと草木もなびく」 - Yobai yobai to kusaki mo nabiku            | 21 dicembre 1996 | 2012        |
| 2                     | Il libro magico dello Zombie Master! 「死霊使いの魔導書」 - Nekuromansā no madōsho                                             | 21 febbraio 1997 | 2012        |
| 3                     | Sotto l'albero della leggenda 「思い出の樹の下で」 - Omoide no kino shitade                                                    | 23 aprile 1997   | 2012        |

### Videogiochi
Il primo videogioco è stato pubblicato il 26 aprile 1996 dalla I'Max per Sega Saturn ed è un gioco d'avventura omonimo della serie. Al momento dell'uscita, i quattro recensori della rivista Famitsū hanno dato un punteggio di 19/40 mentre Sega Saturn Magazine gli assegnò come voto un 5. In seguito il 25 ottobre dello stesso anno la Banpresto distribuisce un altro titolo, questa volta per PlayStation, e si tratta di un puzzle intitolato Bakuretsu Hunter: Mahjong Special (爆れつハンター まあじゃんすぺしゃる?, Bakuretsu Hantā Majiyan Supesharu). Un altro videogioco d'avventura, intitolato Bakuretsu Hunter: Sorezore no omoi... nowaan chatte (爆れつハンター それぞれの想い･･･のわぁんちゃって?, Bakuretsu Hantā: Sorezore no omoi... nowaan chatte) è invece uscito l'11 aprile 1997 sempre per PlayStation. Infine la King Records ha pubblicato l'8 agosto 1997 il videogioco Bakuretsu Hunter R (爆れつハンターＲ?, Bakuretsu Hantā R) per Sega Saturn. Quest'ultimo ha ottenuto un punteggio di 18/40 dalla testata Famitsū e un 4.33 da Sega Saturn Magazine.